# ياكوف بيرلمان
ياكوف إسيدورفيتش بيرلمان، أو ياكوف إ. بيرلمان، أو كما يعرف اختصارًا باسم ياكوف بيرلمان (4 ديسمبر، 1882 - 16 مارس، 1942) (بالروسية: Яков Исидорович Перельман) مؤلف أدبيات علمية روسي. من أشهر أعماله كتابي «الفيزياء المسلية»، و«الرياضيات المسلية» اللذان تُرجما من الروسية إلى لغات كثيرة من بينها اللغة العربية. ولد ياكوف بيرلمان عام 1882 في قرية بيلستوك التابعة لبولونيا الحالية. حصل على دبلوم علوم الغابات من معهد الغابات في مدينة سانت بطرسبرغ. توفي بيرلمان عام 1942 بسبب المجاعة خلال حصار لينينغراد من قبل الجيش الألماني.

## أشهر المؤلفات

غلاف إحدى الترجمات العربية لكتاب الفيزياء المسلية للكاتب الروسي ياكوف بيرلمان، لدار مير للنشر سنة 1977

غلاف إحدى الترجمات العربية لكتاب الرياضيات المسلية، للكاتب الروسي ياكوف بيرلمان، دار مير للنشر سنة 1986

يعتبر العالم الروسي ياكوف بيرلمان، من مؤسسي اتجاه تبسيط العلوم في مجالات الرياضيات والفيزياء والفلك، كتب أكثر من ألف مقالة علمية، وألف 47 كتاباً في مجال تبسيط العلوم، و 40 كتاباً للتعريف بالعلوم، و18 كتاباً مدرسياُ.
طبعت كتبه 449 مرة بين عامي 1918 و1973 بعدد نسخ إجمالي وصل إلى 13 مليون نسخة، وترجمت مؤلفاته 126 مرة أيضاً إلى 18 لغة من لغات العالم.
وقد ألف ياكوف بيرلمان عدة كتب من بينها الرياضيات المسلية، والفلك المسلية، إلا أن مؤلف الفيزياء المسلية يبقى أشهر المؤلفات خصوصا بين طلاب الثانويات منذ ظهوره في عام 1913، وقد ظهر في المكتبات الروسية تحت عنوان الفيزياء للتسلية، أو حسب الترجمة العربية: الفيزياء المسلية لدار مير للنشر، وحاز هذا الكتاب على إعجاب الشباب الذين وجدوا فيه أجوبة على كثير من الأسئلة الفيزيائية التي تشغلهم.

وقد كتب بيرلمان في مقدمة الطبعة الحادية عشر: 
.

يصف الكاتب المحتوى في مقدمة الكتاب على أنه «ألغاز، وألعاب تفكير، ونوادر مسلية، ومقارنات غير متوقعة»، مضيفا 
.
وقد نشرت الطبعة الثالثة عشر في حياة الكاتب في سنة 1936 م. وأهم العناوين المشوقة في كتاب الفيزياء المسلية،المحركات دائمة الحركة (هي محركات تدور بنفسها حركة دائمة دون توقف ويمكن أن تقوم بعمل مفيد).
وقد شرح الكتاب المحاولات العديدة والحثيثة لتصنيع هذه المحركات ووضح استحالة ذلك وأسباب عدم استمراريتها حتى إذا عملت. قدم هذا الكتاب من طباعة دار مير للطباعة والنشر في موسكو ومنها ترجم إلى الإنجليزية أولا ثم باقي اللغات العالمية ومن ضمنها اللغة العربي.

## وصلات خارجية
مدونة حاتم السودان قاعدة بيانات الكتب_تحميل كتاب الفيزياء المسلية